# 8408 Strom
8408 Strom (1995 SX12) là một tiểu hành tinh vành đai chính được phát hiện ngày 18 tháng 9 năm 1995 bởi Spacewatch ở Kitt Peak.